# Jordan van der Gaag
Jordan van der Gaag (La Haya, Países Bajos, 3 de enero de 1999) es un futbolista neerlandés que juega en la posición de centrocampista.

## Clubes
| Club                     | País         | Año       |
| ------------------------ | ------------ | --------- |
| NAC Breda                | Países Bajos | 2018-2020 |
| Helmond Sport (cedido)   | Países Bajos | 2018-2019 |
| Belenenses Futebol SAD B | Portugal     | 2020-     |
| Belenenses Futebol SAD   | Portugal     | 2020-2022 |
| União de Leiria          | Portugal     | 2022-     |